# Ichneumon silaceus
Ichneumon silaceus là một loài tò vò trong họ Ichneumonidae.